# Château d'Étalans
Pour les articles homonymes, voir Château des Archevêques.
Le château d’Étalans, dit des Archevêques, est une forteresse érigée à la fin du XIIIe siècle, par les archevêques de Besançon, à Étalans, dans le département français du Doubs. On n'en distingue, de nos jours, que le tertre et les fossés. 

## Historique
Le château est construit entre 1260 et 1298, à l'initiative de Guillaume II de la Tour, archevêque de Besançon de 1245 à 1268, sur les terres d'Étalans que ce dernier n'a pas cédé au sire Jean de Durnes, lors de la vente de 1253. En 1639, au beau milieu de la Guerre de Dix ans, le château est incendié par les troupes suédoises.
Sa motte féodale est inscrite au titre des monuments historiques par arrêté du 5 août 1982, modifié par arrêté du 14 septembre 1983.

## Description générale
Faute de documents sur le château, nous ne savons que peu de choses sur son aspect de l'époque, si ce n'est, par l'étude de ses ruines, aujourd'hui enterrées et engazonnées, que le château avait une enceinte rectangulaire de 120 mètres sur 110, avec un parapet et des fossés. 